# ANKRA2
ANKRA2 (Ankyrin Repeat Family A Member 2) est une protéine qui, chez l'homme, est codée par le gène ANKRA2, situé sur le chromosome 5.